# Truman A. Merriman

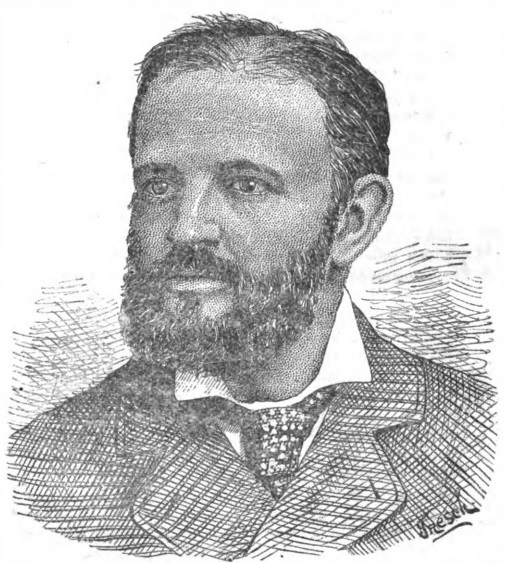
Truman A. Merriman, 1892

Truman Adams Merriman (* 5. September 1839 in Auburn, New York; † 16. April 1892 in New York City) war ein US-amerikanischer Jurist und Politiker. Zwischen 1885 und 1889 vertrat er den Bundesstaat New York im US-Repräsentantenhaus.

## Werdegang
Truman Adams Merriman wurde sieben Jahre vor dem Ausbruch des Mexikanisch-Amerikanischen Krieges in Auburn geboren. Er besuchte die Auburn Academy und graduierte 1861 am Hobart College in Geneva. Während des Bürgerkrieges verpflichtete er sich im September 1861 in der Unionsarmee. Er bekleidete den Dienstgrad eines Captains einer Kompanie, die er selbst aushob und welche dem 92. Regiment der New York Volunteer Infanterie zugeteilt wurde. Im Dezember 1864 wurde Merriman als Lieutenant Colonel ausgemustert. Danach studierte er Jura und erhielt 1867 seine Zulassung als Anwalt. 1871 zog er nach New York City, wo er als Journalist arbeitete. Er war in den Jahren 1882, 1883 und 1884 Präsident im New York Press Club.
Bei den Kongresswahlen des Jahres 1884 für den 49. Kongress wurde Merriman als unabhängiger Demokrat im elften Wahlbezirk von New York in das US-Repräsentantenhaus in Washington, D.C. gewählt, wo er am 4. März 1885 die Nachfolge von Orlando B. Potter antrat. Im Jahr 1886 kandidierte er als Demokrat für den 50. Kongress. Nach seiner erfolgreichen Wiederwahl verzichtete er im Jahr 1888 auf eine erneute Kandidatur und schied er nach dem 3. März 1889 aus dem Kongress aus.
Er verstarb am 16. April 1892 in New York City und wurde dann auf dem Fort Hill Cemetery in Auburn beigesetzt.